# Campionati del mondo di ciclismo su pista 2017 - Scratch femminile
La gara di scratch femminile ai Campionati del mondo di ciclismo su pista 2017 si è svolta il 12 aprile 2017.

## Risultati[3]
| Posizione | Atleta             | Nazione     | Gap in giri |
| --------- | ------------------ | ----------- | ----------- |
| 1         | Rachele Barbieri   | Italia      |             |
| 2         | Elinor Barker      | Regno Unito |             |
| 3         | Jolien D'Hoore     | Belgio      |             |
| 4         | Sarah Hammer       | Stati Uniti |             |
| 5         | Kirsten Wild       | Paesi Bassi |             |
| 6         | Jasmin Duehring    | Canada      |             |
| 7         | Huang Li           | Cina        | −1          |
| 8         | Diao Xiao Juan     | Hong Kong   | −1          |
| 9         | Kristina Clonan    | Australia   | −1          |
| 10        | Roxane Fournier    | Francia     | −1          |
| 11        | Tetyana Klimchenko | Ucraina     | −1          |
| 12        | Alžbeta Pavlendová | Slovacchia  | −1          |
| 13        | Lucie Hochmann     | Rep. Ceca   | −1          |
| 14        | Ana Usabiaga       | Spagna      | −1          |
| 15        | Lydia Gurley       | Irlanda     | −1          |
| 16        | Anita Stenberg     | Norvegia    | −1          |
| 17        | Evgenia Romanyuta  | Russia      | −1          |
| 18        | Verena Eberhardt   | Austria     | −1          |
| 19        | Justyna Kaczkowska | Polonia     | −1          |
| 20        | Aušrinė Trebaitė   | Lituania    | −1          |
| 21        | Minami Uwano       | Giappone    | −1          |
| -         | Tatjana Paller     | Germania    | DNF         |